# Przełęcz Walimska

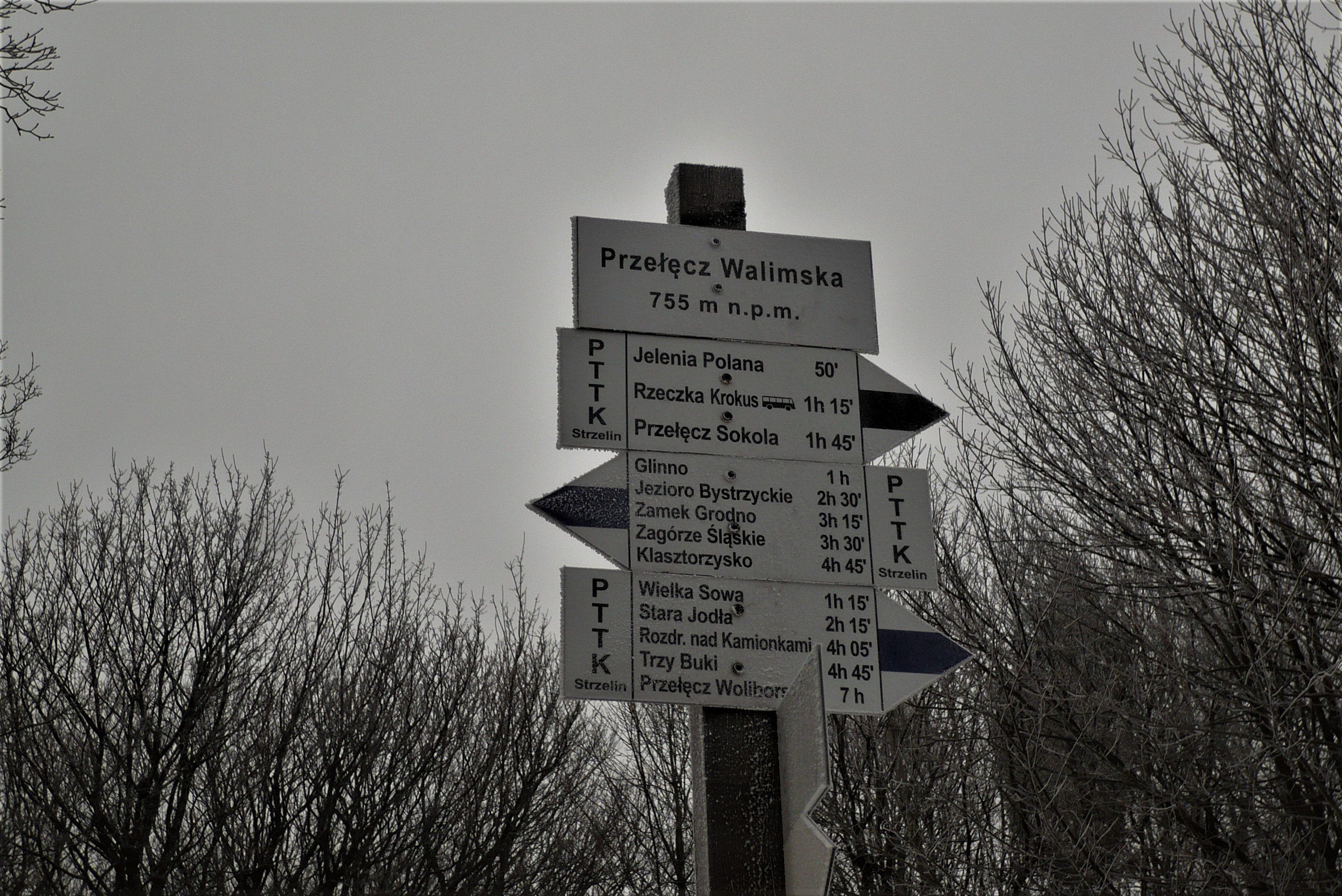
Przełęcz Walimska

Przełęcz Walimska (niem. Sieben Kurfürsten) – przełęcz położona na terenie Gór Sowich na wysokości 755 m n.p.m.

## Położenie i opis
Przełęcz Walimska to popularny cel wycieczek. Jest również doskonałym punktem wypadowym na szczyt Wielkiej Sowy. Przebiega przez nią droga wojewódzka nr 383 łącząca miasta powiatu dzierżoniowskiego z Walimiem, Jedliną oraz z Wałbrzychem. Droga powstała w ramach robót publicznych pod koniec lat czterdziestych XIX wieku, to jest w czasach kryzysu ekonomicznego na Śląsku i z tego powodu nazwano ją „drogą głodu” (niem. Hungerstrasse). Droga umożliwiła dogodną przeprawę przez Góry Sowie, łącząc miejscowości związane z chałupniczą produkcją tkanin, rozmieszczone po obu stronach masywu górskiego. 
Około 1870 roku na Przełęczy Walimskiej zbudowano schronisko turystyczne Sieben Kurfürsten (siedmiu elektorów - nazwa od rosnących w pobliżu siedmiu świerków), oferujące noclegi dla 18 osób w dziesięciu pokojach. Schronisko cieszyło się dużym uznaniem odwiedzających. Z budynku zachowały się na położone przy szosie fragmenty fundamentów i resztki murów. 
Nieopodal przełęczy XIV-wieczna kopalnia rud ołowiu i srebra Sztolnia Silberloch. 1 lipca 2004 została udostępniona do zwiedzania, obecnie obiekt opuszczony.

## Szlaki turystyczne
- - z Zagórze Śląskie na Wielką Sowę,
- - z Walimia do Rościszowa,
- Wielka Sowa - Polana Potoczkowa – Przełęcz Walimska – Jelenia Polana – Przełęcz Sokola[5]